# Ann Packer

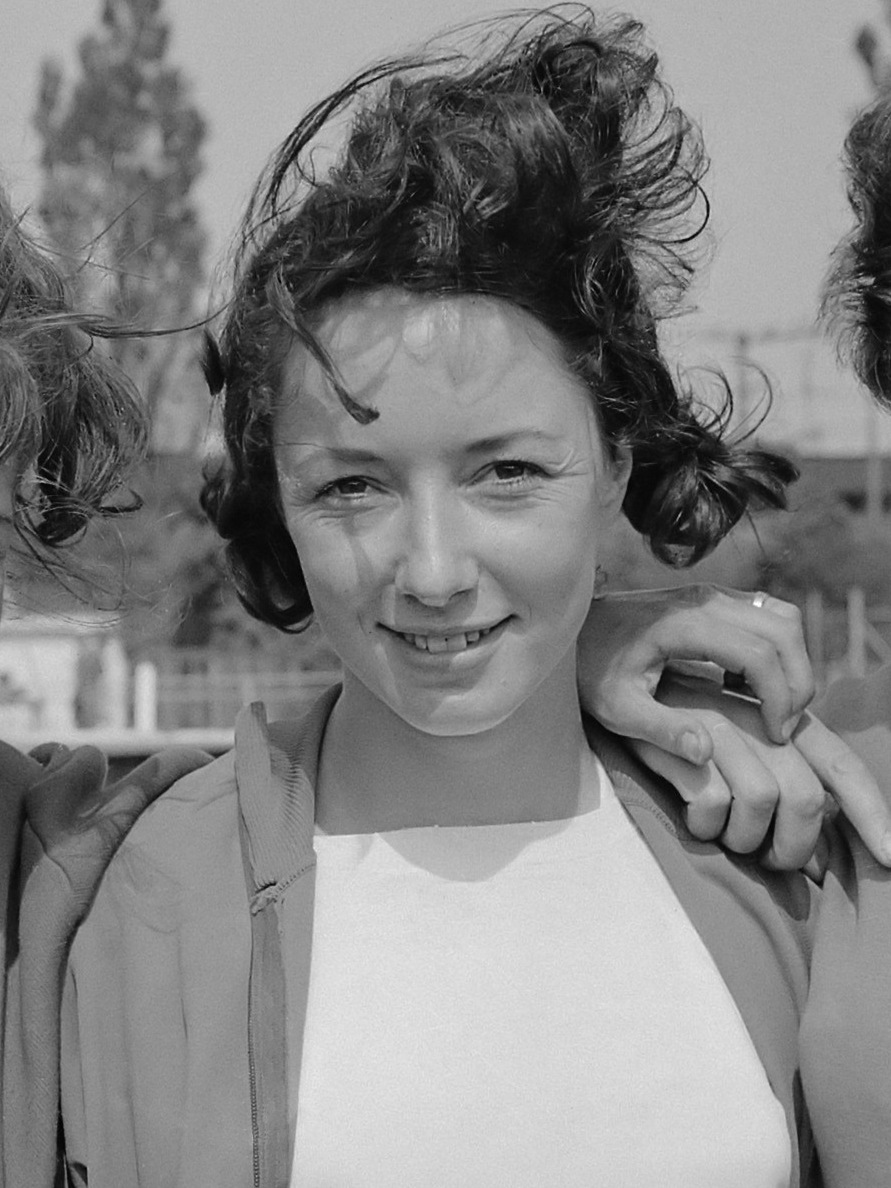
Ann Packer (1964)

Ann Elizabeth Packer, MBE, (* 8. März 1942 in Moulsford, Oxfordshire) ist eine ehemalige britische Leichtathletin und Olympiasiegerin. Bei einer Körpergröße von 1,69 m betrug ihr Wettkampfgewicht 57 kg.
Packer war Sprinterin, Hürdenläuferin und Weitspringerin. In der Hoffnung auf eine Goldmedaille nahm sie an den XVIII. Olympischen Spielen in Tokio teil. In der von ihr selbst favorisierten Disziplin, dem 400-Meter-Lauf, errang sie jedoch in 52,20 s nur die Silbermedaille zwischen den Australierinnen Betty Cuthbert (Gold) und Judy Amoore (Bronze). Im 800-Meter-Lauf konnte sie mit neuem Weltrekord von 2:01,1 min Gold gewinnen vor der Französin Maryvonne Dupureur (Silber) und der Neuseeländerin Marise Chamberlain (Bronze).
Weitere sportliche Erfolge waren ein dritter Platz mit der 4-mal-100-Meter-Staffel bei den Europameisterschaften 1962, ein zweiter Platz mit der 4-mal-110-Yards-Staffel bei den British Empire and Commonwealth Games 1962, einen sechsten Platz in 24,4 s im 200-Meter-Lauf bei den Europameisterschaften 1962 sowie einen sechsten Platz in 11,91 s über 80 Meter Hürden bei den Commonwealth Games 1962 in Perth, Australien.
1965 wurde Ann Packer mit dem MBE ausgezeichnet.

## Familie
In Tokio war ihr Verlobter Robbie Brightwell mit Silber in der Staffel und einem vierten Platz über 400 Meter nicht ganz so erfolgreich wie sie gewesen. Nach den Olympischen Spielen heirateten die beiden. Der älteste Sohn Gary (* 6. Oktober 1965) erreichte 1984 eine 400-Meter-Zeit von 47,90 s. Die beiden jüngeren Söhne Ian (* 9. April 1968) und David (* 7. Januar 1971) wurden Fußballprofis bei Manchester City.